# Iberus Vallis
Iberus Vallis je údolí či bývalé řečiště na povrchu Marsu, nachází se v kvadrátu Elysium. Údolí má být dlouhé kolem 80,2 km. Pojmenováno je podle řeky Ebro ve Španělsku.

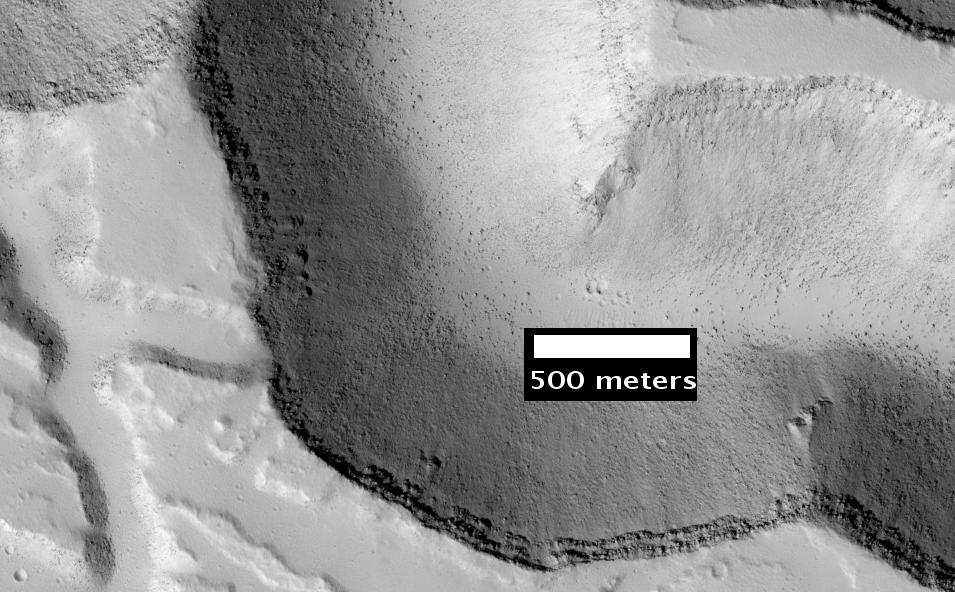
Velmi přiblížený snímek údolí Iberus Vallis (NASA), na Marsu.
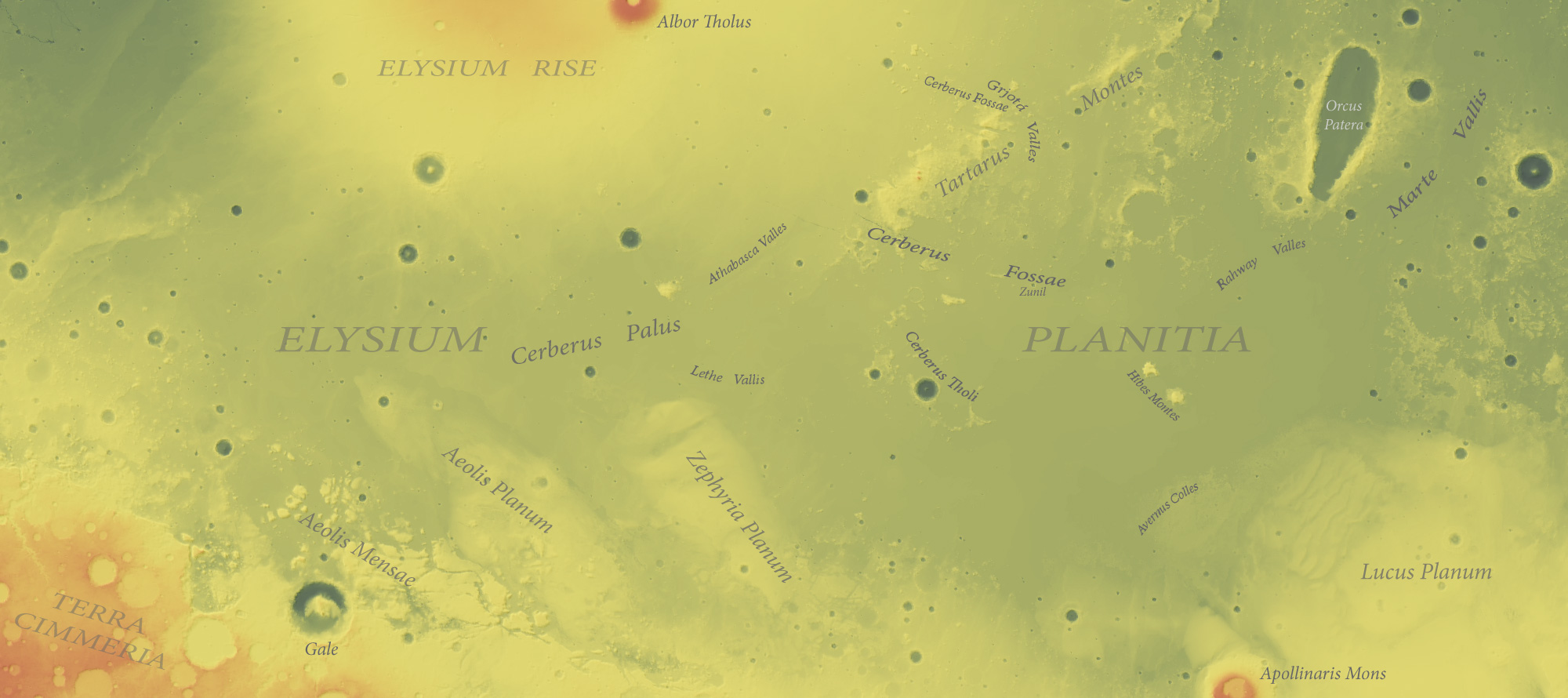
Vrchní oblast Elysium na Marsu.
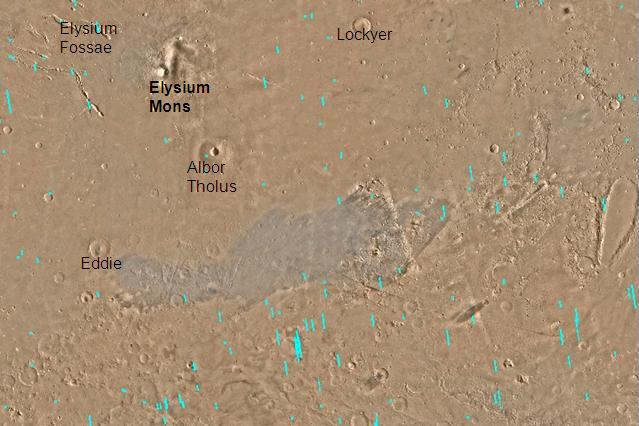
Oblast na Marsu v blízkosti Elysium Mons.